# Barnt Green
Barnt Green est un village et une paroisse civile du district de Bromsgrove dans le Worcestershire en Angleterre. Selon le recensement de 2001, la population est de 1 733 habitants. Le village est connu pour la Barnt Green House.